# Casey Siemaszko
Kazimierz A. "Casey" Siemaszko (Chicago, 17 de marzo de 1961) es un actor estadounidense conocido por su participación en películas como Back to the Future y Back to the Future Part II como 3-D, Stand By Me como Billy Tessio, Young Guns como Charlie Bowdre y Of Mice and Men como Curley.
Siemaszko nació en Chicago, Illinois. Su padre, Konstanty (fallecido en 1999) era un católico de origen polaco que luchó durante la Segunda Guerra Mundial y que sobrevivió al campo de concentración de Sachsenhausen. Su madre, Collette McAllister (1931-2008), era ciudadana británica. Siemaszko narró la película de 1998 The Polish-Americans. Se graduó en la Escuela de Artes Dramáticas Goodman en la Universidad DePaul en Chicago, al igual que su hermana, la actriz Nina Siemaszko. También tiene un hermano, Corky Siemaszko, que trabajó anteriormente como reportero y escritor para el New York Daily News y actualmente trabaja como reportero para NBC News.